# 唐納德·梅克赫茲
唐納德·梅克赫茲（Donald Machholz，1952年10月7日—2022年8月9日）是一位美國業餘天文學家，發現12顆以他的名字命名的彗星而聞名於世。

## 生平
在50多年的職業生涯中，他花了9,000多個小時尋找彗星。這些彗星包括週期彗星梅克賀茲一號彗星（96P/Machholz）、141P/Machholz、2004年和2005年在北方天空用雙筒望遠鏡可見的非週期彗星C/2004 Q2 (Machholz)、C/2010 F4 (Machholz)及C/2018 V1 (Machholz-Fujikawa-Iwamoto)。
1985年，使用自製的望遠鏡發現了1985-e梅克赫茲彗星，該望遠鏡的孔徑為10英寸。梅克赫茲使用了多種方法發現彗星，1986年使用29×130雙筒望遠鏡發現了梅克賀茲一號彗星（96P/Machholz）。
梅克赫茲是梅西耶馬拉松的發明者之一，這是一種在一個夜晚內觀察所有梅西耶天體的比賽。
小行星245983（Machholz）由卡濟米埃拉斯·切爾尼斯（Kazimieras Černis）發現，於 2017年11月為紀念而梅克赫茲命名。
2022年8月9日凌晨，唐納德·梅克赫茲在亞利桑那州威基阿普的家中因COVID-19併發症去世。《天文學》在他的訃聞中寫道：「在去世之前幾年裡，他被認為是當今最多產的肉眼彗星發現者。」